# براينت جينينغز
براينت جينينغز (بالإنجليزية: Bryant Jennings)‏ (ولد: 25 سبتمبر 1984 في فيلادلفيا، الولايات المتحدة - )؛ هو ملاكم محترف أمريكي يصنف ضمن فئة الوزن الثقيل.

## إحصائيات
خاض خلال مسيرته 28 نزالا، فاز في 24 وخسر في 4. فاز بالضربة القاضية في 14 نزالات.

## روابط خارجية
- براينت جينينغز على موقع بوكس ريك (الإنجليزية) (registration required)